# Nortpert
Nortpert († après 1076) fut abbé du monastère de Saint-Gall de 1034 à 1072. Il est le successeur de l'abbé Thietpald. 

## Actes
Nortpert a été appelé au monastère réformé de Stablo à Saint-Gall. Lors de son arrivée, il souhaita un retour à une vie monastique plus stricte et ce malgré l’opposition des moines de Saint-Gall. Il réussit rapidement la mise en œuvre de sa réforme. En 1040, il reçut le roi Henri III, qu'il accompagna en 1046 durant sa campagne italienne. En 1047, il obtint à Rome la canonisation de sainte Wiborada du pape Clément II ; c'est une sainte locale de Saint-Gall, qui avait trouvé la mort en martyre à la suite des invasions hongroises.

## Liens
- (de) Nortpert auf der Seite des Stiftsarchivs St. Gallen.
- (de) Nortpert im Stadtlexikon Wil; nach Johannes Duft: Die Abtei St. Gallen.
- Peter Erhart: Wiborada, Dictionnaire historique suisse.